# У них все добре (фільм, 2009)
«У них все добре» (англ. Everybody's Fine) — американо-італійський фільм 2009 року англійського режисера Кірка Джонса. У фільмі використаний сюжет однойменного італійського фільму 1990 року режисера Джузеппе Торнаторе, в якому роль літнього батька грав Марчелло Мастроянні.

## Зміст
Немолодий вдівець Френк Гуд (Де Ніро), все життя тяжко працював, щоб поставити на ноги чотирьох, тепер уже дорослих дітей, чекає їх у гості. Куплені новий гриль і дороге вино. Але діти один за іншим скасовують візит до батька. Розсерджений, він вирішується відвідати їх сам всупереч забороні свого лікаря. Приїхавши до Нью-Йорка і не заставши вдома сина — художника Девіда, він їде до Чикаго до дочки Емі (Бекінсейл), яка мотивувала відмову від приїзду хворобою сина — відмінника. Та не рада візиту батька: виявилося, що син здоровий, але вчиться зовсім не блискуче, а з чоловіком Емі розлучилася. Вже наступного дня Френк вирушає до сина Роберта в Денвер. У цей час Емі дізнається, що з Девідом щось сталося в Мексиці, і виїжджає туди, попередньо телефоном заборонивши Робертові та сестрі Розі повідомляти що-небудь батькові до з'ясування всіх деталей. Роберт (Рокуелл) писав батькові, що диригує оркестром і пише музику, але виявляється, що він лише оркестровий музикант групи ударних інструментів. Він намагається звільнитися від батька, і Френк відразу ж вирушає до Лас-Вегаса до дочки Розі. На вокзалі бездомний намагається відібрати у Френка гроші; це йому не вдається, і він розтоптує пляшечку з ліками, який Френк обороняв під час сутички. Ліки розраховані на регулярний прийом, а купити нові без рецепта неможливо. Пізно вночі Розі (Беррімор) зустрічає батька і привозить до просторого помешкання, але з'ясовується, що квартира не її, а ось малюк, якого їй нібито залишає сусідка, — якраз її. Френк намагається зрозуміти, чому його діти завжди і все розповідали своєї матері, а йому говорили неправду або відмовчувалися.

## Ролі
| Актор          | Роль                   |
| -------------- | ---------------------- |
| Роберт Де Ніро | Френк Гуд              |
| Дрю Беррімор   | Розі Гуд, дочка Френка |
| Кейт Бекінсейл | Емі Гуд, дочка Френка  |
| Сем Роквелл    | Роберт Гуд, син Френка |
| Кетрін Менніг  | Джиллі, подруга Розі   |
| Люсьєн Майзель | Джек                   |
| Демян Янг      | Джефф                  |
| Мелісса Лео    | Коллін                 |
| Джеймс Фрейн   | Том                    |

## Знімальна група
- Режисер — Кірк Джонс
- Сценарист — Кірк Джонс, Джузеппе Торнаторе, Тоніно Гуерра
- Продюсер — Вітторіо Чеккі Горі, Тед Філд, Крейг Дж. Флорес
- Композитор — Даріо Маріанеллі